# Purston Jaglin
Purston Jaglin är en ort i civil parish Featherstone, i distriktet Wakefield, i grevskapet West Yorkshire, i England. Purston Jaglin var en civil parish från 1866 till 1938 då den blev en del av Featherstone. Denna civil parish hade 3 041 invånare år 1931. Byn nämndes i Domedagsboken (Domesday Book) år 1086, och kallades då Preston/Prestone.